# 중원구

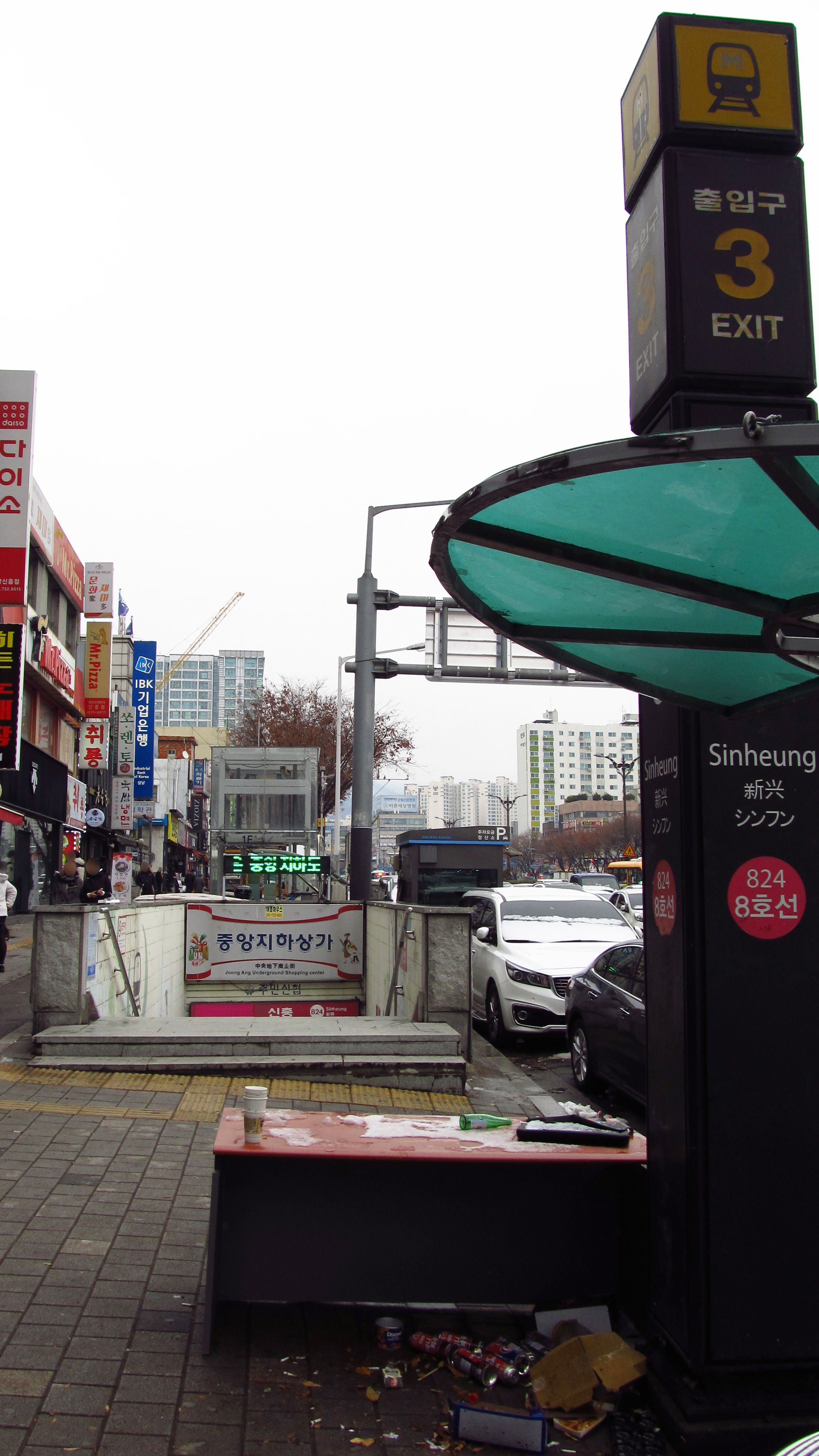
서울 지하철 8호선 신흥역 3번 출구

중원구(中院區)는 대한민국 경기도 성남시의 동부에 있는 구이다. 서울 잠실역기준으로 약 10km 정도 떨어져 있다. 구 이름은 '중동'(中洞, 현재의 중앙동)과 '대원동'(大院洞, 상하로 갈라짐)에서 한 글자씩 따온 것이다.

## 역사
- 1988년 7월 1일 중원출장소를 설치했다.[1]
- 1989년 5월 1일 중원출장소를 중원구로 전환했다.[2] 동시에 단대2동을 금광1동으로, 단대3동을 금광2동으로 개칭했다.[3]

| 성남시조례 제931·932호 |                                  |                  |                                  |
| 기존                   | 기존                             | 중원구 설치 후   | 중원구 설치 후                   |
| 행정구역               | 법정구역                         | 행정구역         | 법정구역                         |
| 성남동                 | 성남동                           | 중원구 성남동    | 성남동                           |
| 중동                   | 중동                             | 중원구 중동      | 중동                             |
| 단대1동                | 단대동                           | 수정구 단대동    | 단대동                           |
| 단대2동                | 단대동                           | 중원구 금광1동   | 금광동                           |
| 단대3동                | 단대동                           | 중원구 금광2동   | 금광동                           |
| 단대4동                | 단대동                           | 수정구 산성동    | 산성동                           |
| 은행1동                | 은행동                           | 중원구 은행1동   | 은행동                           |
| 은행2동                | 은행동                           | 중원구 은행2동   | 은행동                           |
| 은행3동                | 은행동                           | 수정구 양지동    | 양지동                           |
| 상대원1동              | 상대원동                         | 중원구 상대원1동 | 상대원동                         |
| 상대원2동              | 상대원동                         | 중원구 상대원2동 | 상대원동                         |
| 상대원3동              | 상대원동                         | 중원구 상대원3동 | 상대원동                         |
| 여수동                 | 여수동·도촌동·갈현동·하대원동    | 중원구 여수동    | 여수동·도촌동·갈현동·하대원동    |
| 분당동                 | 분당동·수내동·정자동·율동·서현동 | 중원구 분당동    | 분당동·수내동·정자동·율동·서현동 |
| 이매동                 | 이매동·야탑동                    | 중원구 이매동    | 이매동·야탑동                    |
| 판교동                 | 판교동·삼평동·백현동             | 중원구 판교동    | 판교동·삼평동·백현동             |
| 금곡동                 | 금곡동·궁내동·동원동·구미동      | 중원구 금곡동    | 금곡동·궁내동·동원동·구미동      |
| 운중동                 | 운중동·대장동·석운동·하산운동    | 중원구 운중동    | 운중동·대장동·석운동·하산운동    |
- 1991년 5월 27일 분당동·이매동·판교동·금곡동·운중동에 분당출장소를 설치했다.[4]
- 1991년 9월 17일 분당출장소가 분당구로 전환하여 중원구에서 분리됐다.[5]
- 2001년 1월 1일 여수동을 하대원동으로 개칭했다.[6]
- 2007년 12월 13일 하대원동에서 도촌동을 분동하였다.[7]

| 성남시조례 제2176호 |          |                      |
| 행정구역            | 행정구역 | 법정구역             |
| 기존                | 분동 후  | 법정구역             |
| 하대원동            | 하대원동 | 하대원동             |
| 하대원동            | 도촌동   | 여수동·도촌동·갈현동 |
- 2011년 11월 7일 중동을 중앙동으로 개칭하였다.[8]

| 성남시조례 제2510호 |          |          |          |
| 기존                | 기존     | 개칭 후  | 개칭 후  |
| 행정구역            | 법정구역 | 행정구역 | 법정구역 |
| 중동                | 중동     | 중앙동   | 중앙동   |

## 행정 구역
2014년 11월 30일을 기준으로 중원구의 인구와 면적은 다음과 같다.

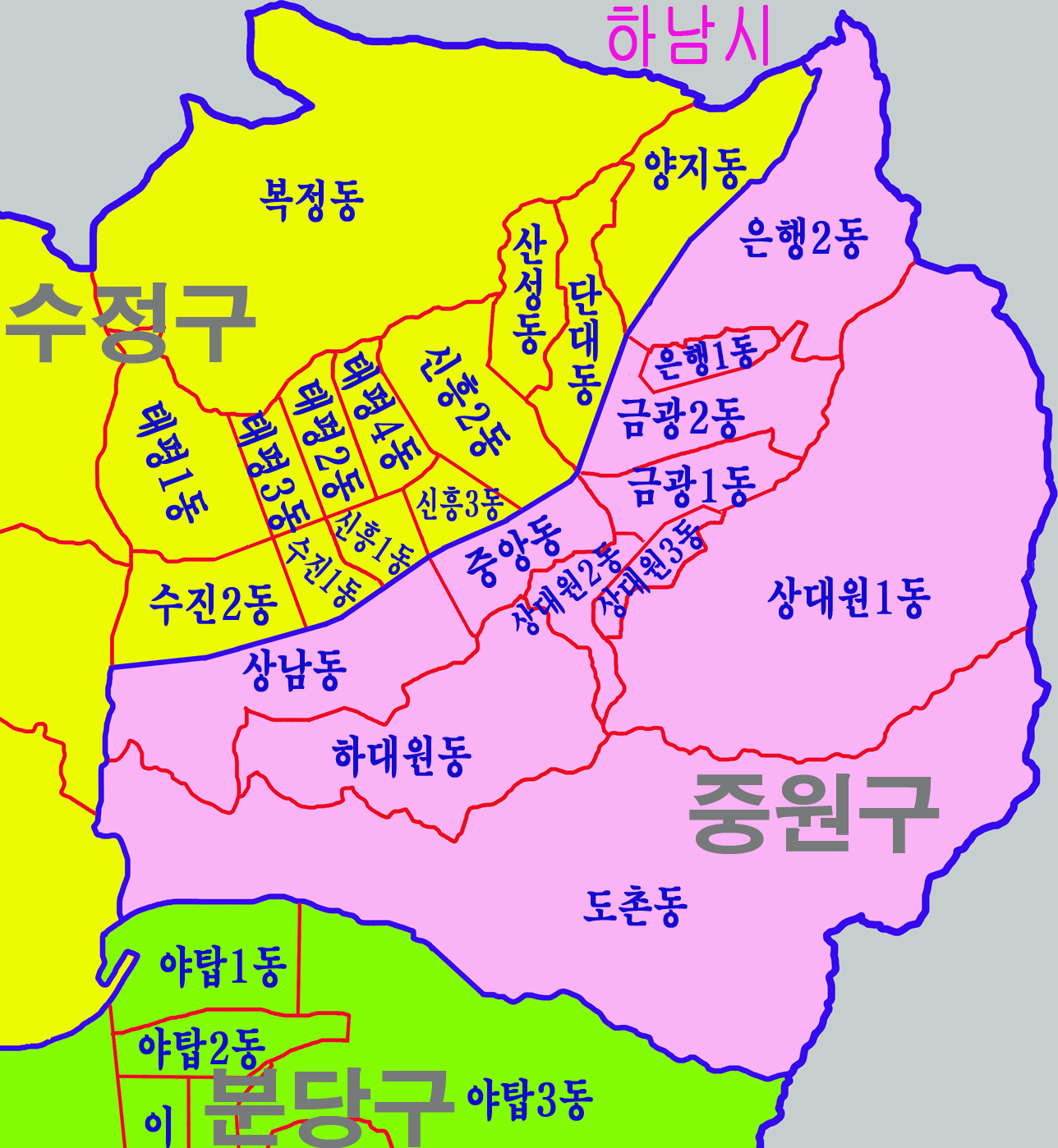
중원구

| 행정동    | 한자      | 면적 (km2) | 세대    | 인구 (명) |
| --------- | --------- | ---------- | ------- | --------- |
| 성남동    | 城南洞    | 1.99       | 14,207  | 30,931    |
| 중앙동    | 中央洞    | 0.68       | 10,174  | 21,302    |
| 금광1동   | 金光1洞   | 0.70       | 9,656   | 22,368    |
| 금광2동   | 金光2洞   | 1.01       | 12,224  | 29,032    |
| 은행1동   | 銀杏1洞   | 0.21       | 4,765   | 12,692    |
| 은행2동   | 銀杏2洞   | 2.46       | 11,258  | 28,177    |
| 상대원1동 | 上大院1洞 | 6.79       | 11,853  | 28,970    |
| 상대원2동 | 上大院2洞 | 0.54       | 7,622   | 16,515    |
| 상대원3동 | 上大院3洞 | 0.31       | 6,455   | 14,567    |
| 하대원동  | 下大院洞  | 2.34       | 8,074   | 22,754    |
| 도촌동    | 島村洞    | 9.35       | 8,647   | 24,892    |
| 중원구    | 中院區    | 26.38      | 104,935 | 252,200   |

## 인구
| 연도   | 총인구    | ; |
| ------ | --------- | - |
| 1990년 | 275,448명 |   |
| 1995년 | 281,067명 |   |
| 2000년 | 270,383명 |   |
| 2005년 | 260,034명 |   |
| 2010년 | 247,343명 |   |
| 2015년 | 244,451명 |   |

## 교육 기관
대학교
- 신구대학교

고등학교
- 숭신여자고등학교
- 성남고등학교
- 성일고등학교
- 성일정보고등학교
- 동광고등학교

중학교
- 성남동중학교
- 숭신여자중학교
- 성일중학교
- 성남중학교
- 동광중학교
- 대원중학교
- 금광중학교
- 영성중학교
- 도촌중학교
- 은행중학교

초등학교
- 중부초등학교
- 중부초등학교 병설유치원
- 성남동초등학교
- 상원초등학교
- 성남중앙초등학교
- 하원초등학교
- 하원초등학교 병설유치원
- 성남양지초등학교
- 상대원초등학교
- 대하초등학교
- 중원초등학교
- 대일초등학교
- 단남초등학교
- 성남제일초등학교
- 성남여수초등학교
- 대원초등학교
- 도촌초등학교
- 검단초등학교
- 성남은행초등학교
- 희망대초등학교